# Rhipidomys mastacalis
Rhipidomys mastacalis es una especie de roedor arbóreo de la familia Cricetidae de América del Sur. Puede encontrarse en la selva lluviosa de la costa atlántica desde el Estado de Río de Janeiro, Brasil, hasta Venezuela, desde el nivel del mar hasta los 1500 m. Su cariotipo es 2n = 44, FN = 74-80.
La especie Rhipidomys macrurus es similar, a veces conocido como «Rhipidomys de cola larga», mientras que los roedores del género Vandeleuria también son normalmente conocidos como ratones trepadores de cola larga.

## Características
Los adultos pesan alrededor de 100 g y miden entre 125 y 145 mm de la cabeza a la cola. La parte dorsal del cuerpo es de un color castaño grisáceo. El vientre es gris claro a crema. Es una especie nocturna y arborícola.

## Galería de imágenes

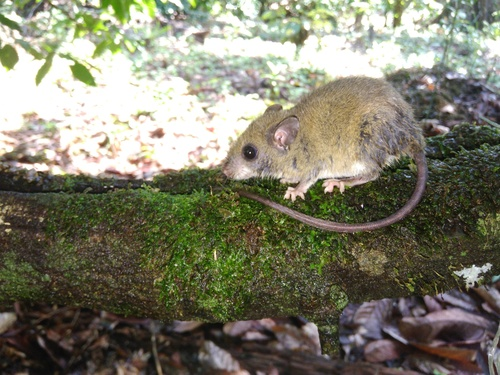